# 295 v. Chr.
Portal Geschichte | Portal Biografien | Aktuelle Ereignisse | Jahreskalender | Tagesartikel

◄ |
4. Jahrhundert v. Chr. |
3. Jahrhundert v. Chr. |
2. Jahrhundert v. Chr. |
►

◄ | 310er v. Chr. | 300er v. Chr. | 290er v. Chr. | 280er v. Chr. |
270er v. Chr. |
►

◄◄ | ◄ | 298 v. Chr. | 297 v. Chr. | 296 v. Chr. | 295 v. Chr. |
294 v. Chr. |
293 v. Chr. |
292 v. Chr. |
► |
►►
Staatsoberhäupter

## Ereignisse

### Politik und Weltgeschehen

#### Westliches Mittelmeer
- Im Dritten Samnitenkrieg erleiden die Römer unter Lucius Cornelius Scipio Barbatus in der Schlacht von Camerinum (heute: Camerino) eine Niederlage gegen die Samniten und ihre Verbündeten.
- Schlacht von Sentinum (beim heutigen Sassoferrato): Den Römern gelingt ein entscheidender Sieg gegen die Samnitem und ihre Verbündeten, woraufhin Kelten, Etrusker und Umbrer mit den Römern Frieden schließen. Publius Decius Mus opfert sich in der Schlacht.

#### Östliches Mittelmeer
- Demetrios I. Poliorketes schickt eine Flotte gegen Athen, die allerdings vor Attika in einem Sturm Schiffbruch erleidet. Dennoch gelingt es ihm, über Athen eine Seeblockade zu verhängen.
- Ptolemaios I. von Ägypten beginnt mit der Rückeroberung von Zypern. Ein Versuch, den Athenern mit einer Flotte von 150 Schiffen beizustehen, bleibt erfolglos.
- Seleukos I. gewinnt Kilikien.
- Lysimachos gewinnt die Griechenstädte Kleinasiens.

#### Kaiserreich China
- Zeit der Streitenden Reiche: Der Staat Zhao (im heutigen Shanxi und Hebei) annektiert das Gebiet Zhongshan (um das heutige Baoding).

### Kultur und Religion
- Quintus Fabius Maximus Gurges weiht in Rom den ersten Tempel der Venus.

## Geboren
- Apollonios von Rhodos, griechischer Dichter und Gelehrter († 215 v. Chr.)

## Gestorben
- Thessalonike von Makedonien, makedonische Prinzessin (* um 342 v. Chr.)
- Publius Decius Mus, römischer Politiker